# Litoria quadrilineata
Espèce
Statut de conservation UICN

 VU D2 : Vulnérable
Litoria quadrilineata est une espèce d'amphibiens de la famille des Pelodryadidae.

## Répartition
Cette espèce est endémique de Nouvelle-Guinée occidentale en Indonésie. Elle se rencontre au niveau de la mer à Merauke dans le Sud de la province de Papouasie,.

## Description
Les mâles mesurent de 27,4 à 30,5 mm.

## Publication originale
- Tyler & Parker, 1974 : New species of hylid and leptodactylid frogs from Southern New Guinea. Transactions of the Royal Society of South Australia, vol. 98, p. 71-77 (texte intégral).